# Konjsko
Konjsko je vesnice v Chorvatsku v Splitsko-dalmatské župě, spadající pod opčinu Klis. V roce 2011 zde žilo 283 obyvatel. Vesnice se nachází asi 8 km severně od Klisu, 9 km západně od Dugopolje a 16 km severozápadně od Splitu.
Vesnice je známá především díky blízkému sjezdu z dálnice A1, který je často používaný pro příjezd turistů do Splitu. Konjsko leží na silnici 6115, která navazuje na silnici D56, se kterou se setkává v Konjsku. Vesnice se skládá celkem z šestnácti nesamostatných částí. Sousedí s vesnicemi Veliki Bročanac, Blaca, Rupotine a Koprivno.
U vesnice se nacházejí hory Kočinje Brdo (487 m), Medovac (555 m) a Koštak (641 m). Nachází se zde též jeskyně Golemova jama, ta je ovšem nepřístupná. Ve vesnici jsou malé rybníky Mala Lokva, Zelenka, Zukva a Zvočaj.
Ve vesnici je fotbalový tým NK Domagoj Konjsko.